# Alexornis antecedens
Alexornis antecedens Brodkorb, 1976 è un uccello estinto appartenente agli enantiorniti, vissuto nel Cretacico superiore, tra Santoniano e Campaniano (circa 84,9-70,6 milioni di anni fa); i fossili sono stati rinvenuti esclusivamente nella formazione di Bocana Roja della Bassa California, in Messico. Rappresenta l'unica specie appartenente al genere Alexornis Brodkorb, 1976. Il nome significa “uccello ancestrale di Alex”, dal nome del suo scopritore, l'ornitologo Alexander Wetmore.

## Descrizione
A. antecedens è noto solo per un unico scheletro frammentario che comprende la spalla, un'ala e le ossa delle zampe mentre il cranio è assente, L'intero animale era dunque grande quanto un passero.

## Tassonomia
Alexornis era stato originariamente descritto come uno dei primi membri degli uccelli moderni e più specificatamente, come un possibile antenato dell'ordine dei coraciiformi (martin pescatore e affini) e piciformi (picchio e affini). Tuttavia, quando sono stati scoperti i primi fossili enantiorniti, è apparso subito chiaro che Alexornis era un nuovo membro di questo gruppo. Nel 1996, il paleontologo Evgeny Kurochkin sostenne che Alexornis avrebbe formato un nuovo gruppo naturale, denominato Alexornithidae, insieme a Kizylkumavis e Sazavis.

## Nella cultura di massa
Un Alexornis di nome Alex, compare nel film del 2013 A spasso con i dinosauri come uno dei protagonisti e narratore del film. In originale il personaggio è doppiato da John Leguizamo, che per il suo accento messicano doveva riflettere l'origine geografica dell'uccello, nonostante il film sia ambientato in Alaska. A causa della frammentarietà dei resti fossili, nel film l'aspetto dell'Alexornis è basato su specie affini.